# Казанское авиапредприятие
«Казанское авиапредприятие» (тат. Казан авиапредприятиясе) — региональная российская авиакомпания, базирующаяся в международном аэропорту Казани. Радиотелеграфный позывной КАЗАНСКОЕ АП, внутренний код — ЛЖ.

## История
Казанское авиапредприятие было основано 1 января 1994 года на базе 168 лётного отряда, который существовал с 1932 года.
В октябре 2011 был получен сертификат официального представителя по обслуживанию вертолетов Bell 407, Bell 427, Bell 430, Bell 206(А/В), а также завершена авторизация ОАО «Казанское авиапредприятие» как Центра технической поддержки фирмы Rolls-Royce по двигателям 250-й серии с получением сертификата установленного образца.

## Деятельность
Авиакомпания предлагает следующие виды услуг:
- Патрулирование нефтепроводов, газопроводов, автомагистралей, ВЛП и линий связи
- Полеты по оказанию экстренной медицинской помощи и десантированию парашютистов
- Выполнение круглосуточных поисковых и аварийно-спасательных работ
- Выполнение всех видов воздушных съёмок
- Авиационно-химические работы
- Перевозка грузов вертолётами на внешней подвеске
- Облет береговых линий рек и каналов
- Обслуживание лесного хозяйства

Предлагаются также чартерные полеты на вертолетах Ми-8ПС (пассажирская модификация), Ми-2, Robinson R44 и на самолетах Л-410УВП.
Имеется сертификат на проведение медицинского освидетельствования авиационного персонала.

Ранее (в 2010 году) выполнялись регулярные авиарейсы на самолётах Л-410УВП по маршрутам Казань — Уфа — Екатеринбург, закрытые по экономическим причинам. Стоимость перелёта из Казани в Екатеринбург составляла порядка восьми тысяч рублей.

## Флот
По состоянию на июль 2021 года размер флота АО "Казанское авиапредприятие" составляет 7 вертолетов:
Вертолёты:
- Bell 429 — 2 шт.
- Ми-8Т — 5 шт.

Ранее во флоте были также и другие авиалайнеры, включая три Ил-86.